# П'ятдесятидвогерцовий кит

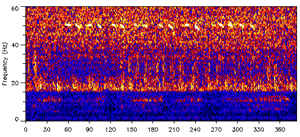
Спектрограма співу кита

П'ятидесятидвогерцевий кит — особина невідомого виду китів, яка регулярно відстежується в різних місцях океану з 1980-х років через вкрай незвичайний спів на частоті 52 Гц. Це набагато вища частота, ніж у синього кита (15-20 Гц) або фінвала (20 Гц), якого цей кит найбільше нагадує маршрутами своїх міграцій. Даний кит, ймовірно, єдиний у світі зі співом на такій частоті, тому його часто називають «найсамотнішим китом у світі».

## Характеристики
Аналіз звуку дозволив встановити, що пісню видає саме кит, хоч і на унікальній частоті. Частота в 52 герц відповідає ноті «ля ♭» контроктави. Характеристики звуку не нагадують пісень ані синіх китів, ані фінвалів, будучи коротшими за них, частішими і набагато вищими за частотою. Сині кити зазвичай співають на частоті 15-20 Гц, фінвали — 20 Гц. Сигнали на частоті 52 Гц сильно розрізняються за повторюваністю, тривалістю і послідовністю, хоча можуть бути легко ідентифіковані завдяки незвичайній частоті, на якій виходять, і характерної кластеризації.
Маршрути пересування 52-герцевого кита не залежать від наявності на його шляху китів інших видів або від їхніх переміщень. Його міграції дещо нагадували ті, що спостерігалися в синіх китів, але їхні періоди більше відповідають відзначеним у фінвалів. Кита виявляють у Тихому океані щороку в період із серпня по грудень, виходить він із діапазону гідрофонів у січні — лютому. Він подорожує на північ до Алеутських островів та Кадьякського архіпелагу та на південь — до узбережжя Каліфорнії, долаючи відстань від 30 до 70 км на день. Пройдена ним (зафіксована) відстань за сезон коливалася в 2002—2003 роках від 708 км (мінімальна) до 11062 км (максимальна).
Науковці з Вудс-Гоулського океанографічного інституту (англ. Woods Hole Oceanographic Institution; Вудс-Гоул, штат Массачусетс, США) не змогли визначити вид кита. Вони вважають, що це може бути мутант або гібрид синього кита та кита іншого виду. За даними статті в газеті «Нью-Йорк таймс», дослідницька група отримувала листи від глухих людей, які вважають, що кит може бути глухим. Його спів став трохи нижчим з 1992 року — можливо, через те, що він виріс або дозрів. Якою б не була біологічна причина, через яку його спів настільки надзвичайно високий, ця обставина, судячи з наявних даних, не є перешкодою для його виживання. Той факт, що кит вижив і, мабуть, дозрів, показує, що він, мабуть, здоровий. Проте це єдиний у своєму роді кит із такою частотою з усіх виявлених будь-де, і в сезоні спостережень фіксується лише одне джерело подібних звуків. У зв'язку з цим, тварина була названа «найсамотнішим китом у світі».
Утім, низка вчених сумніваються в повній його самотності. Нейробіолог Крістофер Кларк вважає, що пісні 52-герцевого кита не настільки унікальні, як може здатися на перший погляд: різні популяції синіх китів мають різні манери співу («діалекти»), у тому числі й різну частоту звуку. Кларк вважає, що цей кит незвичайний, але не самотній: родичі все ж таки повинні чути його спів. У 2010 році біля берегів Каліфорнії були зареєстровані сигнали, схожі на сигнали 52-герцевого кита, причому зареєстровані сенсорами, розділеними відстанню в 5-6 миль. Припускають, що може бути кілька[що?]. Американський нейробіолог, професор Джон Гільдебранд описав групу гібридних китів, які співають на надзвичайно високій частоті. Не виключено, що «самотній кит» — член цієї групи. Гібриди синього кита та фінвала добре відомі науці — однак даних про їхні пісні поки що небагато.

## Історія
Кита виявила команда з Вудс-Гоулського океанографічного інституту. Його спів було вперше зафіксовано в 1989 році, потім у 1990 та 1991 роках. У 1992 після закінчення холодної війни ВМС США частково розсекретили записи і технічні характеристики гідрофонів своїх гідроакустичних протичовнових систем SOSUS і зробили їх доступними для океанографічних досліджень. Станом на 2004 рік, кит із того часу відстежувався щороку. Дослідження, проведене вченими Вудс-Гоулу, підтримали інженерні війська США, Міністерство оборони та Національна служба морського рибальства паралельно з військово-морським флотом.